# Episodi di Robin Hood (serie televisiva 1955) (quarta stagione)
La quarta stagione della serie televisiva Robin Hood è andata in onda negli Regno Unito dal 21 novembre 1959 al 12 novembre 1960 sulla Independent Television.
| nº | Titolo originale         | Prima TV UK       | Titolo italiano | Prima TV Italia |
| -- | ------------------------ | ----------------- | --------------- | --------------- |
| 1  | Sybella                  | 21 novembre 1959  |                 |                 |
| 2  | The Flying Sorcerer      | 28 novembre 1959  |                 |                 |
| 3  | The Lady-Killer          | 5 dicembre 1959   |                 |                 |
| 4  | A Touch of Fever         | 12 dicembre 1959  |                 |                 |
| 5  | The Devil You Don't Know | 19 dicembre 1959  |                 |                 |
| 6  | The Loaf                 | 2 gennaio 1960    |                 |                 |
| 7  | Six Strings to His Bow   | 9 gennaio 1960    |                 |                 |
| 8  | Tuck's Love Day          | 27 febbraio 1960  |                 |                 |
| 9  | A Bushel of Apples       | 17 luglio 1960    |                 |                 |
| 10 | The Truce                | 24 luglio 1960    |                 |                 |
| 11 | The Debt                 | 31 luglio 1960    |                 |                 |
| 12 | The Oath                 | 7 agosto 1960     |                 |                 |
| 13 | The Charm Pedlar         | 14 agosto 1960    |                 |                 |
| 14 | Goodbye Little John      | 21 agosto 1960    |                 |                 |
| 15 | The Reluctant Rebel      | 28 agosto 1960    |                 |                 |
| 16 | The Bagpiper             | 4 settembre 1960  |                 |                 |
| 17 | The Parting Guest        | 11 settembre 1960 |                 |                 |
| 18 | Hostage for a Hangman    | 18 settembre 1960 |                 |                 |
| 19 | Hue and Cry              | 25 settembre 1960 |                 |                 |
| 20 | The Champion             | 2 ottobre 1960    |                 |                 |
| 21 | The Edge and the Point   | 8 ottobre 1960    |                 |                 |
| 22 | A Race Against Time      | 15 ottobre 1960   |                 |                 |
| 23 | The Pharoah Stones       | 22 ottobre 1960   |                 |                 |
| 24 | Bride for an Outlaw      | 29 ottobre 1960   |                 |                 |
| 25 | Double Trouble           | 5 novembre 1960   |                 |                 |
| 26 | Trapped                  | 12 novembre 1960  |                 |                 |

## Sybella
- Prima televisiva: 21 novembre 1959
- Diretto da: Terry Bishop
- Scritto da: Michael Connor

### Trama
- Guest star: Soraya Rafat (Sybella), Geoffrey Taylor (Ralph), Graham Stewart (Attendant), Michael Peake (Ali), Norman Mitchell (Earl of Steyne)

## The Flying Sorcerer
- Prima televisiva: 28 novembre 1959
- Diretto da: Bernard Knowles
- Scritto da: Palmer Thompson

### Trama
- Guest star: Geraldine Hagan (donna), Middleton Woods (Merchant), Arthur Skinner (Tradesman), Terry Yorke (Mauger), Gordon Whiting (Harold), Anthony Jacobs (Lord Giles of Richmond)

## The Lady-Killer
- Prima televisiva: 5 dicembre 1959
- Diretto da: Terry Bishop
- Scritto da: Jan Read

### Trama
- Guest star: Derek Birch (Lord de Sarigny), Brian Alexis (Edgar), Keith Rawlings (1st forester), Gordon Whiting (Harold), Ronald Hines (tenente)

## A Touch of Fever
- Prima televisiva: 12 dicembre 1959
- Diretto da: Peter Seabourne
- Scritto da: Leon Griffiths

### Trama
- Guest star: Ronald Hines (Sir John Hanley), Humphrey Lestocq (Sir Gerald Fullerton)

## The Devil You Don't Know
- Prima televisiva: 19 dicembre 1959
- Diretto da: Peter Seabourne
- Scritto da: Owen Holder

### Trama
- Guest star: Keith Rawlings (Bault)

## The Loaf
- Prima televisiva: 2 gennaio 1960
- Diretto da: Peter Seabourne
- Scritto da: Philip Bolsover

### Trama
- Guest star:

## Six Strings to His Bow
- Prima televisiva: 9 gennaio 1960
- Diretto da: Terry Bishop
- Scritto da: Raymond Bowers

### Trama
- Guest star:

## Tuck's Love Day
- Prima televisiva: 27 febbraio 1960
- Diretto da: Terry Bishop
- Scritto da: Alan Hackney

### Trama
- Guest star: Peter Torquill (Roger), Walter Horsburgh (Abbot), Terry Yorke (Edgar), Ken Buckle (Bault)

## A Bushel of Apples
- Prima televisiva: 17 luglio 1960
- Diretto da: Terry Bishop
- Scritto da: Jan Read

### Trama
- Guest star: Ivor Colin (Man-at-arms), Paddy Joyce (Peasant), Philip Latham (padre Ignatius)

## The Truce
- Prima televisiva: 24 luglio 1960
- Diretto da: Gordon Parry
- Scritto da: Leon Griffiths

### Trama
- Guest star: Richard Caldicot (Lord Repton), Kevin Stoney (Marshall)

## The Debt
- Prima televisiva: 31 luglio 1960
- Diretto da: Anthony Squire
- Scritto da: Leon Griffiths

### Trama
- Guest star: Terry Yorke (John Dale), Maureen Davis (Alice Dale)

## The Oath
- Prima televisiva: 7 agosto 1960
- Diretto da: Compton Bennett
- Scritto da: Howard Dimsdale

### Trama
- Guest star: Roy Purcell (Courier)

## The Charm Pedlar
- Prima televisiva: 14 agosto 1960
- Diretto da: Peter Seabourne
- Scritto da: Alan Hackney

### Trama
- Guest star:

## Goodbye Little John
- Prima televisiva: 21 agosto 1960
- Diretto da: Robert Day
- Scritto da: Raymond Bowers

### Trama
- Guest star: Denis Holmes (Sturdy man)

## The Reluctant Rebel
- Prima televisiva: 28 agosto 1960
- Diretto da: Peter Seabourne
- Scritto da: Leon Griffiths

### Trama
- Guest star: John Carson (Sir Geoffrey Claire), Hugh Cross (Jim Stark)

## The Bagpiper
- Prima televisiva: 4 settembre 1960
- Diretto da: Terry Bishop
- Scritto da: Jan Read

### Trama
- Guest star: Patrick Troughton (Sir Fulke), Andrew Downie (Tam)

## The Parting Guest
- Prima televisiva: 11 settembre 1960
- Diretto da: Terry Bishop
- Scritto da: Louis Marks

### Trama
- Guest star: Ellen McIntosh (Tessie)

## Hostage for a Hangman
- Prima televisiva: 18 settembre 1960
- Diretto da: Peter Seabourne
- Scritto da: Howard Dimsdale

### Trama
- Guest star: Terry Yorke (Bault), Ronald Hines (tenente), Jack Melford (Lord Beaumont)

## Hue and Cry
- Prima televisiva: 25 settembre 1960
- Diretto da: Compton Bennett
- Scritto da: Alan Hackney

### Trama
- Guest star: Kevin Stoney (Blacksmith), Graham Stewart (tenente), Geraldine Hagan (Jenny)

## The Champion
- Prima televisiva: 2 ottobre 1960
- Diretto da: Gordon Parry
- Scritto da: Leon Griffiths

### Trama
- Guest star: Keith Rawlings (Surveyor), John Horsley (Sir Guy Quentin)

## The Edge and the Point
- Prima televisiva: 8 ottobre 1960
- Diretto da: Gordon Parry
- Scritto da: Raymond Bowers

### Trama
- Guest star: Terry Yorke (sergente)

## A Race Against Time
- Prima televisiva: 15 ottobre 1960
- Diretto da: Terry Bishop
- Scritto da: Howard Dimsdale

### Trama
- Guest star: Jonathan Baily (Prince Arthur), Arthur Lawrence (Sir Nedrick), Susan Travers (Serving girl), Max Faulkner (impiegato), Patricia Marmont (Duchess Constance), David Davies (Sir Hartley)

## The Pharoah Stones
- Prima televisiva: 22 ottobre 1960
- Diretto da: Gordon Parry
- Scritto da: William Templeton

### Trama
- Guest star: Carl Bernard (Pedlar), Donald Bisset (Tax collector), John Forrest (Edgar), Morton Lowry (tenente)

## Bride for an Outlaw
- Prima televisiva: 29 ottobre 1960
- Diretto da: Gordon Parry
- Scritto da: Louis Marks

### Trama
- Guest star: Morton Lowry (tenente), Mary Manson (Judith Denton), John Horsley (Sir Bligh Denton), Camilla Hasse (Anne), Nigel Davenport (Sir Peter)

## Double Trouble
- Prima televisiva: 5 novembre 1960
- Diretto da: Terry Bishop
- Scritto da: Louis Marks

### Trama
- Guest star: Charles Lloyd Pack (Archbishop), Edmund Warwick (vecchio), Morton Lowry (tenente), Edmond Warwick (vecchio)

## Trapped
- Prima televisiva: 12 novembre 1960
- Diretto da: Terry Bishop
- Scritto da: Wilton Schiller

### Trama
- Guest star: Maurice Kaufmann (William), Ronald Hines (Peter), Laurence Hardy (Sir Hugo de Basque / Sir Marmot)